# Leptocentrus peracatus
Leptocentrus peracatus är en insektsart som beskrevs av William Lucas Distant. Leptocentrus peracatus ingår i släktet Leptocentrus och familjen hornstritar. Inga underarter finns listade i Catalogue of Life.